# Ễnh ương Brooks
Ễnh ương Brooks (danh pháp hai phần: Glyphoglossus brooksii) là một loài ễnh ương trong họ Microhylidae. Chúng được tìm thấy ở Indonesia và Malaysia.
Môi trường sống tự nhiên của chúng là các khu rừng ẩm ướt đất thấp nhiệt đới hoặc cận nhiệt đới, đầm nước nhiệt đới hoặc cận nhiệt đới, và đầm nước ngọt có nước theo mùa. Loài này đang bị đe dọa do mất môi trường sống.